# スバル・ff-1
スバルff-1（スバル エフエフワン）は富士重工業（現・SUBARU）が生産していた乗用車。

## 概要
スバル・1000（1966年発売）のマイナーチェンジ版として1969年3月発売。マイカー時代の到来に伴い、トヨタ・カローラ1100（1966年11月発売）、日産・サニー1000（1966年4月発売）などが位置する、いわゆる小型車市場で、富士重工初の小型車であるスバル・1000は1969年3月には月販4,000台を上回り、一定のシェアを確保することに成功した。しかし、市場からのさらなる豪華さ、モアパワーの要求に応え、商品性の向上を図ったもの。翌1970年7月には、さらなるマイナーチェンジを受け、スバル・ff-1 1300Gシリーズに移行したことを考えれば、結果的に多少中途半端なモデルであったことは否定できず、1年余りの短命なモデルに終わった。一方、アメリカ向け輸出車両としては、富士重工業としては初となる本格的な小型車で、1970年から1971年にかけて1万台余りが海を渡っている。

## 初代 A14/15型 （1969年-1970年）
- 1969年3月1日 - スバル・ff-1シリーズ発売。
  - 6月 - ff-1スポーツセダン「箱根ターンパイク・ヒルクライム大会」クラス優勝・総合2位（小関典幸）
  - 10月6日 - 既存のff1スポーツセダンの実質的な4ドアセダン版にあたるff-1スーパーツーリングを追加・発売。
- 1970年2月 - ff-1スポーツセダン「70RCCウィンターラリー」クラス優勝・総合2位（江原/中原）
  - 7月10日 - ff-1 1300Gシリーズ発売。

## 主要諸元
| 車種                        | 1969年 スバル・ff-1 4ドアセダン スーパーデラックス        | 1969年 スバル・ff-1 スポーツセダン                        |
| --------------------------- | --------------------------------------------------------- | --------------------------------------------------------- |
| 寸法・重量                  |                                                           |                                                           |
| 全長×全幅×全高              | 3,930mm×1,480mm×1,390mm                                   | 3,900mm×1,480mm×1,390mm                                   |
| ホイールベース              | 2,420mm                                                   | 2,420mm                                                   |
| トレッド(前輪/後輪)         | 1,225mm/1,210mm                                           | 1,225mm/1,210mm                                           |
| 最低地上高                  | 180mm                                                     | 165mm                                                     |
| 車両重量                    | 705kg                                                     | 705kg                                                     |
| 燃料タンク容量              | 36L                                                       | 36L                                                       |
| 最小回転半径                | 4.8m                                                      | 4.8m                                                      |
| 最高速度                    | 145km/h                                                   | 160km/h                                                   |
| エンジン・サスペンション    |                                                           |                                                           |
| エンジン形式                | EA61型水冷水平対向4気筒OHV                                | EA61S型水冷水平対向4気筒OHV 三国工業製ソレックス×2        |
| 排気量                      | 1,088cc                                                   | 1,088cc                                                   |
| ボア×ストローク             | 76.0mm×60.0mm                                             | 76.0mm×60.0mm                                             |
| 圧縮比                      | 9.0                                                       | 10.0                                                      |
| 最高出力                    | 62PS/6,000rpm                                             | 77PS/7,000rpm                                             |
| 最大トルク                  | 8.7kgf・m/3,200rpm                                        | 8.8kgf・m/4,800rpm                                        |
| サスペンション（前輪/後輪） | ダブルウィッシュボーン/トレーリングアーム＋トーションバー | ダブルウィッシュボーン/トレーリングアーム＋トーションバー |
| ブレーキ（前輪/後輪）       | リーディングトレーリング                                  | ディスク/リーディングトレーリング                         |
| タイヤ                      | 6.15-13-4PR                                               | 145SR13ラジアル                                           |

## エンジン
搭載される標準の「EA61」、そのツインキャブ版で、スポーツセダン、スーパーツーリングに搭載される「EA61S」エンジンともに、スバル・1000の「EA52」（ボア×ストローク：72.0×60.0mm）、およびスバル・1000スポーツセダンの「EA53」のボアを4mm拡大したのみで、大きな変更は行われていない。

## シャシー・サスペンション
スバル・1000と同じ。スポーツセダンとスーパーツーリングに、2系統ブレーキシステムを採用。

## エクステリア
スバル・1000と基本的に共通だが、フロントグリルが台形をモチーフにしたプラスティック一体成型のものに変更され、イメージチェンジを図っている。
このスバル・ff-1で採用された「台形グリル」は、1993年発売のBD/BG型レガシィからスバルのイメージ・モチーフとして復活し、細かい変形を加えられながら現在も用いられている。
標準車は全車にボンネット先端に「ff-1」エンブレムが追加。またデラックス以上にリヤガーニッシュ、トランクフード・オーナメントが装着される。
スバル・ff-1から、Cピラーにベンチレーターが新設され、右がルームベンチレーションとして、左が燃料パイプブリーザーとして機能する。
デラックス以上に装着されるバンパー・オーバーライダーを樹脂製に変更。
スポーツセダンは樹脂製砲弾ミラー、ボンネット先端に「SUBARU」オーナメント、専用ホイールキャップを採用。

## インテリア
基本的にはスバル・1000と共通だが、ダッシュボード中央下に、ベンチレーション・コントロール、ラジオ、シガーライター、灰皿を一体にしたナセルを新設。標準車のステアリング・ホイールもクラッシュパッド一体型の樹脂製に変更した。
スポーツセダン、スーパーツーリングには木目調樹脂製・ステアリング・ホイール、木目調シフトノブ、ビニールレザー貼のセンターコンソールが標準装備となる。オプションでクーラーが設定されていた。